# St.-Urban-Kirche (Borsfleth)

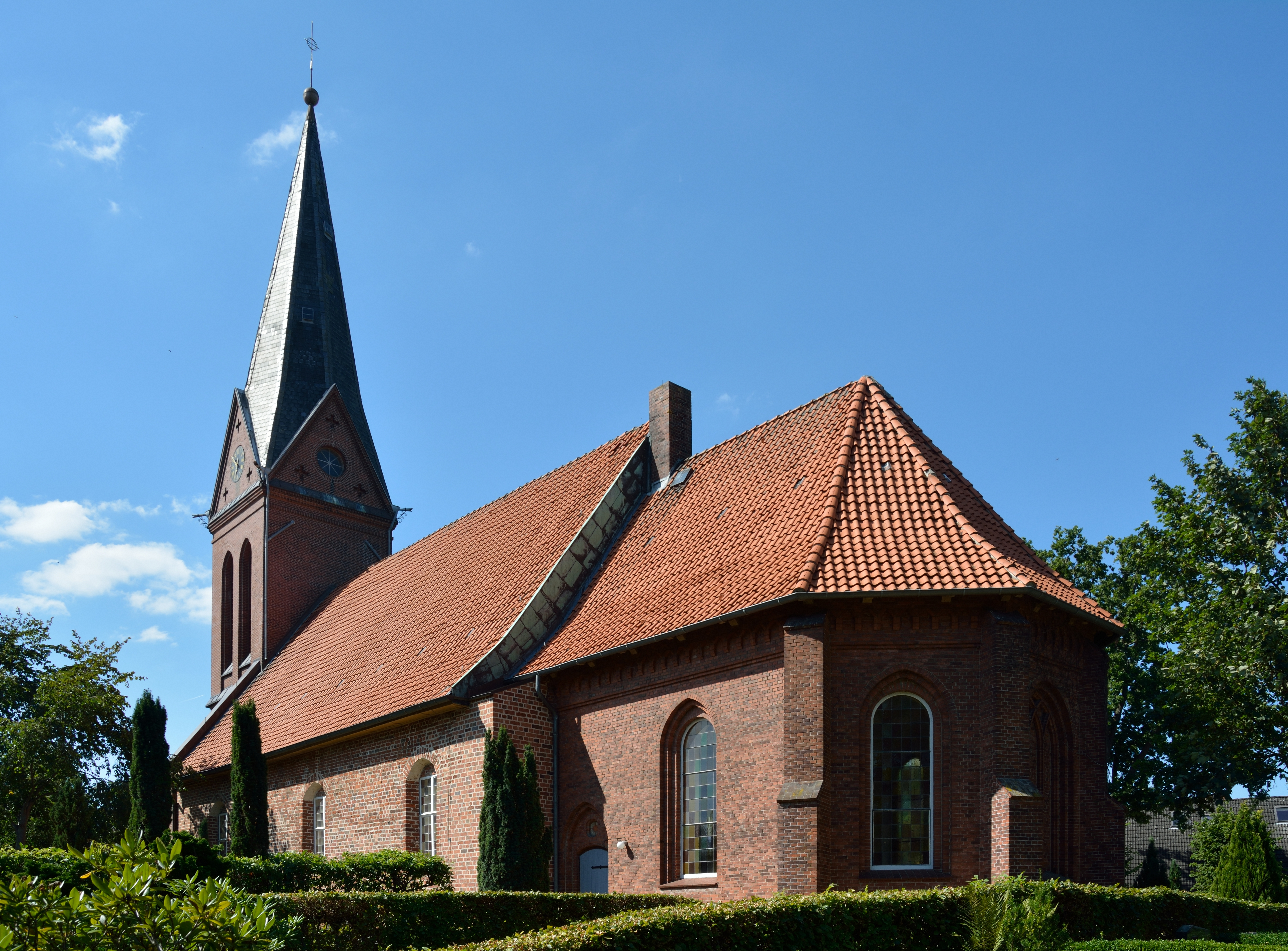
St.-Urban-Kirche in Borsfleth

Die evangelisch-lutherische St.-Urban-Kirche ist ein denkmalgeschütztes Kulturdenkmal mit der Objekt-ID 2402 im Denkmalschutzgesetz in Borsfleth, einer Gemeinde im Kreis Steinburg in Schleswig-Holstein. Das Kirchengebäude gehört zum Kirchenkreis Rantzau-Münsterberg der Evangelisch-Lutherischen Kirche in Norddeutschland.

## Beschreibung
Die Saalkirche aus Backsteinen wurde 1628 erneuert, nachdem der Vorgängerbau aus dem 13. Jahrhundert im Dreißigjährigen Krieg bis auf die Außenmauern zerstört worden war. Sie besteht aus einem Langhaus und einem eingezogenen, dreiseitig geschlossenen Chor im Osten, der von Strebepfeilern gestützt wird. Der mit einem spitzen Helm bedeckte Kirchturm im Westen wurde 1899 angefügt. 
Der Innenraum des Langhauses wurde mit einer Holzbalkendecke überspannt. Jürgen Heitmann der Ältere stellte 1638 die Kanzel mit ihrem Schalldeckel her. Die Orgel wurde 1856 von Johann Conrad Rudolph Wohlien gebaut und 1895 von Marcussen & Søn erweitert.